# Michail Fjodorowitsch Subbotin
Michail Fjodorowitsch Subbotin (russisch Михаил Фёдорович Субботин, * 16. Junijul. / 28. Juni 1893greg. in Ostrołęka; † 26. Dezember 1966 in Leningrad) war ein sowjetischer Astronom.

## Leben
Michail Fjodorowitsch Subbotin wurde am 28. Juni 1893 als Sohn eines Armeeoffiziers in der heute polnischen, damals russischen Stadt Ostrołęka geboren. Ab 1910 studierte er an der mathematisch-physikalischen Fakultät der Universität Warschau, die damals ebenfalls russisch war, machte 1914 seinen Abschluss und war als Rechner am Observatorium der Universität tätig.
Während des Ersten Weltkriegs wurde Russland aus Polen verdrängt und die Universität nach Rostow am Don evakuiert, wohin auch Subbotin folgte, der zu dieser Zeit an seinem Master-Abschluss arbeitete, den er 1917 in Rostow am Don erhielt. Er war Assistent am nahegelegenen Polytechnischen Institut Nowotscherkassk, wurde dann Privatdozent und schließlich Professor.
1922 nahm er die Stelle als Direktor des russischen astrophysikalischen Labors, ein Ableger des Observatoriums von Taschkent, an.
Ab 1930 forschte Subbotin über Astronomie und Himmelsmechanik an der Universität von Leningrad und leitete die dortige Astronomie-Abteilung. Er war Leiter der Abteilung für Himmelsmechanik (1935–1944), Leiter der theoretischen Abteilung des Pulkowo-Observatoriums  (1931–1934) und Leiter des Leningrader Universitätsobservatoriums (1934–1939). Subbotin konnte, schwer erkrankt und halb verhungert, im Februar 1942  aus der Leningrader Blockade nach Swerdlowsk evakuiert werden. Nach Wiederherstellung seiner Gesundheit reiste er einige Male nach Saratow, um Vorlesungen an der dorthin ausgelagerten Leningrader Universität zu halten. 1942 wurde er Direktor des Leningrader Astronomischen Instituts, das dann zum Institut für theoretische Astronomie der Akademie der Wissenschaften umgewandelt wurde. Nach dem Krieg kehrte er nach Leningrad zurück, lehrte aber weiterhin am Institut für theoretische Astronomie. Er blieb bis 1964 Direktor des Instituts für theoretische Astronomie. Subbotin starb am 26. Dezember 1966 und wurde auf dem Friedhof am Pulkowo-Observatorium beerdigt.
Subbotins erste wissenschaftliche Veröffentlichungen waren mathematischer Natur, eine Arbeit über singuläre Punkte analytischer Funktionen und eine über singuläre Punkte gewisser Differentialgleichungen. Er wandte sich dann der Astronomie zu, insbesondere der Himmelsmechanik. Ihm gelang eine Konvergenzverbesserung gewisser Verfahren zur Berechnung gestörter Bahnen.
Sein dreibändiges Werk „Курса небесной механики“ (Kurse der Himmelsmechanik) war lange Zeit die einzige russischsprachige Literatur dieser Art. Subbotin schrieb auch über historische Themen der Astronomie. Dazu kamen populärwissenschaftliche Bücher, die in andere Sprachen übersetzt wurden, darunter waren zwei auch auf Deutsch erhältlich.

## Ehrungen
- Der 1936 entdeckte Asteroid (1692) Subbotina ist nach Subbotin benannt.[6]
- 1946 wurde Subbotin korrespondierendes Mitglied der Akademie der Wissenschaften der UdSSR.[7]
- Seit 1948 war Subbotin gewähltes Mitglied der Internationalen Astronomischen Union.[7]
- 1963 wurde Subbotin mit dem Leninorden ausgezeichnet.[2]
- Im Jahre 1970 benannte die Internationale Astronomische Union den Krater Subbotin offiziell nach Michail Fjodorowitsch Subbotin.[8]